# Casa Josep Rafart
La Casa Josep Rafart és una obra eclèctica de Vic (Osona) protegida com a Bé Cultural d'Interès Local.

## Descripció
Edifici civil. Casa entre mitgera que forma cantonada. Consta de PB i tres pisos. La façana de la Pl. dels Màrtirs és simètrica, s'obren tres portals rectangulars a la planta. Al 1er i 2n pis s'hi obren tres balcons amb llosanes de pedra. Els primers també estan emmarcats amb aquest material, els altres són decorats amb bonics esgrafiats com la resta de l'edifici. A la planta superior s'hi obren uns arcs rebaixats que tanquen amb vidres l'antic porxo. L'altra façana presenta diverses obertures, sense seguir cap estructura concreta llevat de l'últim pis que presenta les mateixes obertures que la façana principal només que la major part són tapiades. El voladís és força ampli i està recobert per rajola de color blau i verd i rematat amb colls de biga de fusta. Caldria restaurar-la.

## Història
No tenim data precisa de la seva construcció però per la seva ubicació podem considerar que l'edifici primitiu no era anterior al S.XVIII i l'aspecte actual el deu a diverses intervencions.
Es troba al cor de l'eixample barroc de Morató. Que el 1734 creà la Pl. dels Màrtirs com a centre del reticulat entre C/ Manlleu i els Caputxins i entre el C/ Nou i el Passeig, el C/ Fusina, amb el qual fa cantonada, seria un dels carrers intermedis com el C/ Trinquet, St. Antoni, St. Sebastià,...